# Maximiliano Montero
Maximiliano Montero (Montevideo, Uruguay, 27 de agosto de 1988) es un futbolista uruguayo. Juega como lateral y su primer equipo fue Liverpool. 

## Clubes
| Club               | País      | Año       |
| ------------------ | --------- | --------- |
| Liverpool          | Uruguay   | 2006-2011 |
| Tigre              | Argentina | 2011-2012 |
| Liverpool          | Uruguay   | 2012      |
| Cerro Largo        | Uruguay   | 2013      |
| Envigado FC        | Colombia  | 2013-2014 |
| Rampla Juniors     | Uruguay   | 2014-2015 |
| El Tanque Sisley   | Uruguay   | 2016      |
| Rampla Juniors     | Uruguay   | 2016-2017 |
| Uruguay Montevideo | Uruguay   | 2017      |
| Central Español    | Uruguay   | 2018-?    |